# Olios argelasius
Olios argelasius (Walckenaer, 1806) è una specie di ragno cacciatore appartenente alla famiglia Sparassidae.

## Descrizione
Questa specie, distribuita prevalentemente nel bacino del Mediterraneo, è tra i membri di dimensioni medio-piccole di questa famiglia ed è stata poco studiata. La sua colorazione, in linea con il suo nome comune in lingua tedesca, Braune Jägerspinne , consiste prevalentemente in varie tonalità di marrone. In passato ci sono stati avvistamenti isolati di esemplari della specie lì introdotti nell'Europa centrale.
O. argelasius ha abitudini notturne, è xerotermofilo (preferisce habitat caldi e asciutti) e vive principalmente su pietre, rocce e muri. Come tutti i membri degli Sparassidae, caccia senza ragnatela, ma piuttosto liberamente, come predatore d'agguato. Lo spettro di prede della specie è costituito da altri artropodi e include anche membri di questo phylum a reazione rapida, come i ditteri. Singolari sono le cure parentali, dove la femmina si prende cura intensamente della covata, cosa insolita per i ragni appartenenti alla famiglia, e crea una rete di covata in cui custodisce sia il bozzolo delle uova sia i piccoli nati finché non diventano indipendenti.

## Galleria d'immagini

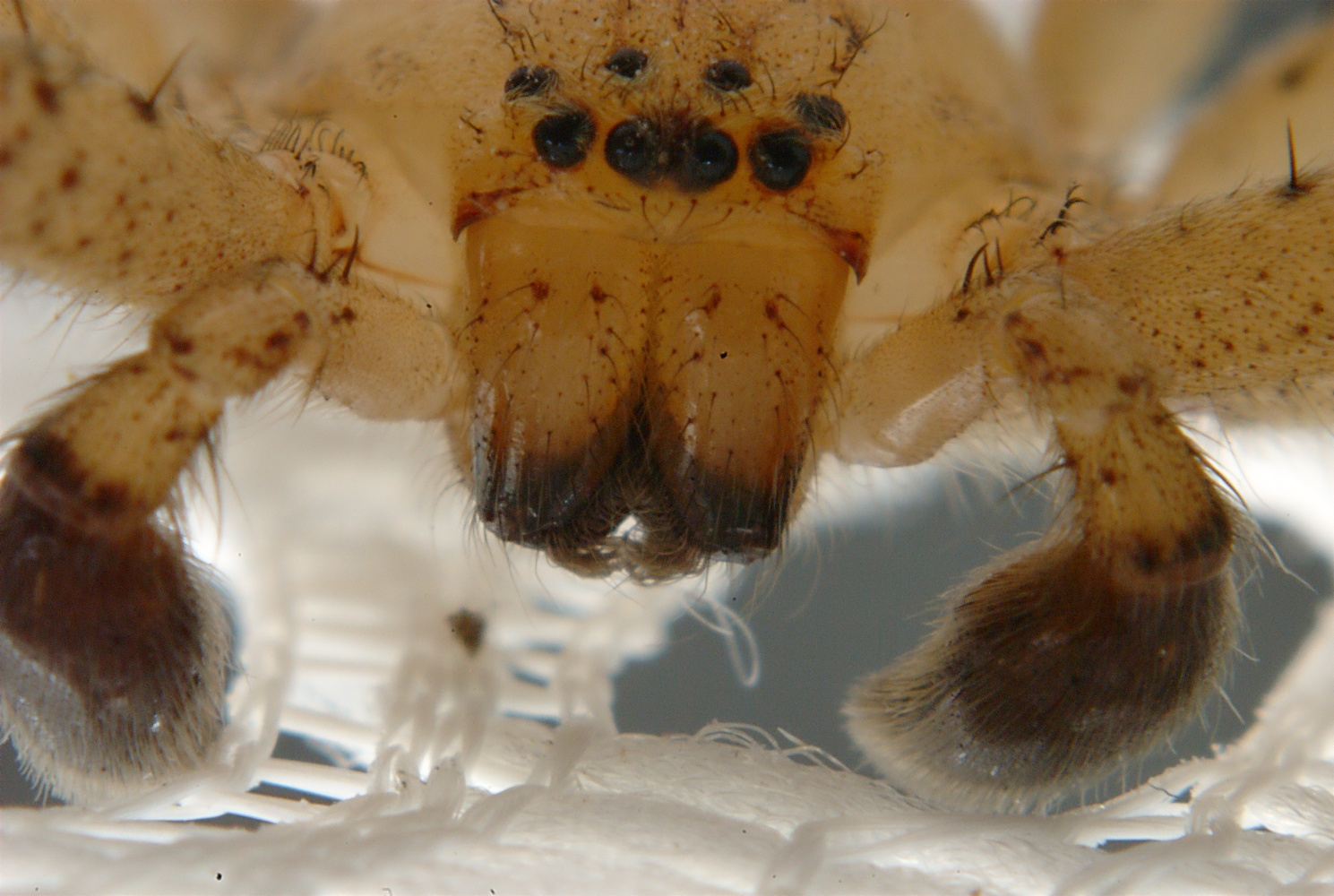
Volto del maschio Olios argelasius
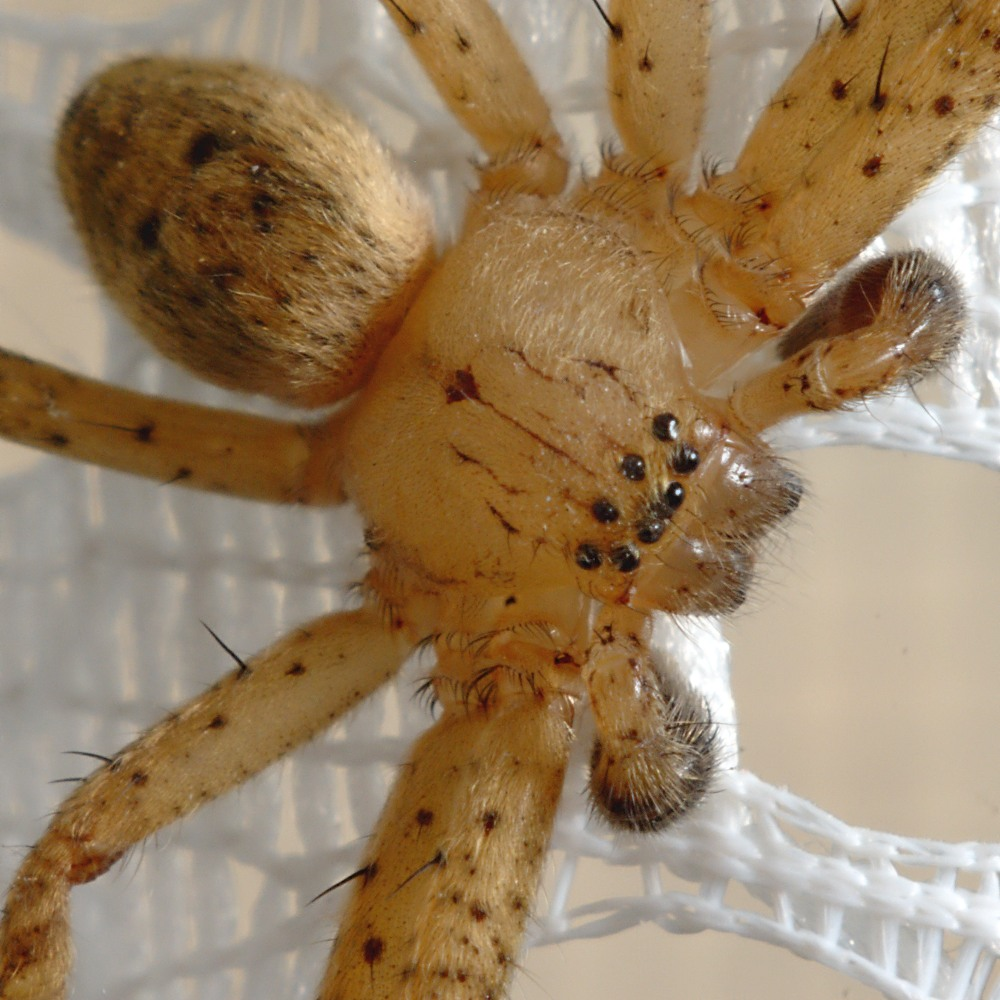
Corpo di Olios argelasius maschio